# Beringkit
Beringkit is een bestuurslaag in het regentschap Tabanan van de provincie Bali, Indonesië. Beringkit telt 2090 inwoners (volkstelling 2010).